# Artur Ekert
Artur Ekert (Breslávia, 19 de setembro de 1961) é um professor polonês de física quântica no Instituto de Matemática da Universidade de Oxford e professor na Universidade Nacional de Singapura. Seus interesses de pesquisa se estendem por quase todos os aspectos do processamento de informações em sistemas mecânicos de quantum, com foco em comunicação quântica e computação quântica. É conhecido como um dos inventores da criptografia quântica.

## Biografia
Artur Ekert estudou física na Universidade Jaguelônica em Cracóvia e na Universidade de Oxford. Entre 1987 e 1991 foi estudante de doutoramento no Wolfson College. Na sua tese de doutorado (Oxford, 1991) mostrou como os efeitos de emaranhamento quântico e de não-localidade podem ser usados para distribuir chaves criptográficas com perfeita segurança. Em 1991 foi eleito Junior Research Fellow e posteriormente (1994), research fellow no Merton College, Oxford . Na época, ele criou o primeiro grupo de pesquisa em criptografia e computação quânticas, com base no Laboratório Clarendon , em Oxford. Posteriormente, evoluiu para o Centro de Computação Quântica, agora baseado na DAMTP em Cambridge. Entre 1993 e 2000, ocupou uma posição da Royal Society Fellow Howe. Em 1998 foi nomeado professor de Física na Universidade de Oxford  e um companheiro e Mestre em Física na Keble College, Oxford . De 2002 até início de 2007 ele foi o Leigh-Trapnell Professor de Física Quântica no Departamento de Matemática Aplicada e Física Teórica , da Universidade de Cambridge e um companheiro de professor de King's College, Cambridge. Desde 2007 ele tem sido um professor de Física Quântica do Instituto de Matemática da Universidade de Oxford, e Lee Kong Chian Centennial Professor da Universidade Nacional de Singapura. Por sua descoberta da criptografia quântica foi premiado em 1995 e Prêmio Medalha de Maxwell pelo Instituto de Física de 2007 e Medalha Hughes da Royal Society. Ele também é co-receptor de 2004 do Prémio Descartes. Ele já trabalhou com e aconselhou várias empresas e agências governamentais.

## Investigação
Artur Ekert investigação se estende sobre a maioria dos aspectos do processamento da informação em sistemas de mecânica quântica, com foco na criptografia quântica e computação quântica. Com base na ideia de não-localidade quântica e de desigualdades de Bell ele introduziu uma "emaranhamento quantico especifico" apenas para o classico criptografico 'Problema da distribuição de chaves' , o que gerou uma onda de novas pesquisas que estabeleceu um ativo nova área vigorosamente de física e criptologia , e ainda é o paper [artigo academico] mais citado no campo . Seus trabalhos posteriores com John raridade e Tapster Paulo, a partir da investigação Agência de Defesa (DRA), em Malvern, resultou na prova de princípio quântico experimental de distribuição de chaves, a introdução de conversão paramétrica descendente, codificação de fase e interferometria quântica para o repertório de criptografia . Ele foi o primeiro a desenvolver o conceito de uma prova de segurança com base na purificação de emaranhamento . Ekert fez uma série de contribuições pioneiras para ambos os aspectos teóricos da computação quântica e as propostas de suas realizações experimentais. Estes incluem provando que quase quanto funcionamento da porta lógica nenhuma em dois bits quânticos é universal, propõe uma das primeiras implementações realista da computação quântica, por exemplo, usando o dipolo-dipolo induzido em um acoplamento conduzido matriz óptica de pontos quânticos , introduzindo mais estável portas lógicas quânticas geométricas, e propondo codificação " silenciosa " , que se tornou mais tarde conhecida como subespaços livres de decoerência . Sua notável contribuição de outros incluir seu trabalho em troca de estado quântico, o estado quântico de estimação ideal e quanto transferência de estado. Ele também é conhecido por seu trabalho sobre as conexões entre a noção de provas matemáticas e as leis da física e sua escrita semi-popular da história da ciência.